# Tombstone
Tombstone és una pel·lícula estatunidenca dirigida per George Pan Cosmatos i estrenada l'any 1993. Aquest western és basat en els esdeveniments que van tenir lloc realment a Arizona entre 1880 i 1882, i sobretot el tiroteig de l'O.K. Corral. Ha estat doblada al català.

## Argument
Wyatt Earp, antic marshal de reputació llegendària, decideix jubilar-se i deixar passar dies plàcids a la ciutat minera de Tombstone, llavors en plena expansió. Hi retroba els seus germans Virgil i Morgan i les seves esposes, així com el seu amic Doc Holliday, jugador i fi gallet afectat de tuberculosi. Wyatt arriba ràpidament a ser associat d'un saloon mentre que la seva dona Mattie esdevé dependent del làudan. Poc després, Wyatt i Doc Holliday tenen algunes friccions amb una banda de facinerosos, els Cowboys, dirigida per Curly Bill Brocius i Johnny Ringo, un perillós sociòpata amb qui Holliday desenvolupa molt ràpidament una enemistat recíproca.
Després d'un greu incident, l'homicidi per Curly Bill del marshal de la ciutat, Wyatt neutralitza i empresona Curly Bill. Però aquest és alliberat poc després i els Cowboys juren venjar-se. Wyatt coneix Josephine Marcus, una actriu de teatre que no amaga el seu interès per ell i que l'atreu igualment, i ha de fer grans esforços per resistir a aquesta atracció. Virgil Earp, fastiguejat per la impunitat amb la qual les Cowboys sembren disturbis, decideix d'esdevenir marshal de Tombstone i prohibeix portar armes a foc a la ciutat. Aquesta decisió condueix al Tiroteig de l'O.K. Corral en el curs del qual tres Cowboys són morts pels Earp i Holliday. En represàlia, els facinerosos assassinen Morgan Earp i fereixen greument Virgil. Wyatt agafa llavors el càrrec de marshal i, amb l'ajuda de Doc Holliday i alguns altres, comença a acorralar implacablement els membres de la banda de Curly Bill i Ringo.
Al curs d'una emboscada parada pels Cowboys, Wyatt arriba a matar Curly Bill. Poc després, l'estat de salut de Doc Holliday s'agreuja i el petit grup ha de buscar refugi a un ranxo. Wyatt hi troba Josephine i acaba per adonar-se que vol refer la seva vida amb ella. Però Ringo, el cap dels Cowboys, proposa un duel a Wyatt per regular definitivament la seva disputa. Wyatt accepta, fins i tot quan sap que el seu adversari és més ràpid que ell. Doc Holliday, malgrat el seu estat, s'avança a Wyatt al lloc convingut pel duel i mata Ringo. Després, eliminen o cacen tota la resta de la banda.
Algun temps més tard, Doc Holliday, ja a l'agonia, és ingressat en un sanatori. Wyatt li ret visita diàriament, però Doc el persuadeix de deixar-ho morir i de marxar a buscar Josephine amb la finalitat de poder finalment viure la seva vida com la sent. Doc mor poc després mentre que Wyatt i Josephine restaran inseparables fins al 1929, data de la mort de Wyatt.

## Repartiment
- Kurt Russell: Wyatt Earp
- Val Kilmer: Doc Holliday
- Michael Biehn: Johnny Ringo
- Sam Elliott: Virgil Earp
- Powers Boothe: Curly Bill Brocius
- Bill Paxton: Morgan Earp
- Dana Delany: Josephine Marcus
- Stephen Lang: Ike Clanton
- Jon Tenney: el xèrif John Behan
- Billy Zane: sr. Fabian
- Jason Priestley: Billy Breckinridge
- Joanna Pacula: Kate Fisher
- Dana Wheeler-Nicholson: Mattie Blaylock Earp
- Paula Malcomson: Allie Earp
- Thomas Haden Church: Billy Clanton
- Michael Rooker: Sherman McMasters
- Harry Carey Jr.: el marshall Fred White
- Terry O'Quinn: l'alcalde John Clum
- Charlton Heston: Henri Hooker
- Billy Bob Thornton: Johnny Tyler
- Buck Taylor: Turkey Creek Jack Johnson
- Tomas Arana: Frank Stillwell
- Robert John Burke: Frank McLaury
- Paul Ben-Victor: Florentino
- Frank Stallone: Ed Bailey
- Robert Mitchum: el narrador

## Producció
En un principi, el guionista Kevin Jarre i Kevin Costner havien previst fer junts un film sobre Wyatt Earp, però estaven en desacord en relació amb l'estructura del film. Kevin Costner, que volia posar més l'èmfasi sobre el personatge de Wyatt Earp i la seva vida abans de la seva arribada a Tombstone, va prendre llavors la decisió de fer el seu propi film, Wyatt Earp, amb el director Lawrence Kasdan. Kurt Russell, interessat pel script de Kevin Jarre, va reprendre el projecte pel seu compte i va signar un acord amb el productor Andrew G. Vajna per un finançament del film per 25 milions de dòlars.
Kevin Costner, que tenia a punt el seu propi projecte de film, per evitar la competència del de Russell, va utilitzar la seva influència per convèncer els grans estudis de rebutjar Tombstone. Només la societat Buena Vista Pictures, una filial de Walt Disney, va acabar acceptant distribuir-la. Kevin Jarre i Kurt Russell havien previst contractar Willem Dafoe per interpretar el paper de Doc Holliday, però Buena Vista Pictures ho va vetar a causa del paper controvertit de Dafoe a The Last Temptation of Christ. Jarre i Russell van contractar llavors Val Kilmer pel paper.
El rodatge del film, a Arizona i sobretot a Tucson, Mescal i Sonoita Creek, va ser afectat per nombrosos problemes. El guió de Kevin Jarre, que desenvolupava de manera detallada nombrosos papers secundaris, era massa llarg als ulls de Russell i de Kilmer. Russell va acceptar tallar algunes de les seves escenes i deixar més presència a la pantalla a altres papers. En canvi Kevin Jarre, que havia de dirigir el film, va rebutjar retallar el seu guió i va ser despatxat. Un centenar d'altres membresdel repartiment i de l'equip tècnic van abandonar el projecte o van ser acomiadats durant la producció. Walt Disney, preocupat pels retards del rodatge, va contactar llavors George Pan Cosmatos per reprendre la realització, però, després de la mort de Cosmatos el 2005, Kurt Russell va afirmar que ell era l'autèntic director i que donava cada vespre instruccions a Cosmatos per dirigir les escenes de l'endemà. Robert Mitchum, que havia de fer el paper del vell Clanton, cap de la banda de facinerosos, va ser víctima d'una caiguda de cavall i hagué de renunciar al paper. El paper del vell Clanton va ser suprimit i els seus diàlegs repartits entre altres personatges, sobretot el de Curly Bill Brocius, interpretat per Powers Boothe, que va ser desenvolupat amb la finalitat de convertint-lo en el cap de la banda en lloc del vell Clanton. Pel que fa a Mitchum, va haver d'acontentar-se amb la narració en off.

## Acollida
Tombstone es va estrenar sis mesos abans de Wyatt Earp de Kevin Costner i Lawrence Kasdan, i va recaptar 56,5 milions de dòlars als Estats Units, mentre que Wyatt Earp va ser un greu fracàs comercial, assolint només 25 milions de dòlars als Estats Units per un pressupost de 63 milions.
El film va ser més aviat ben rebut per la crítica, obtenint un 73 % de crítiques positives, amb un resultat mitjà de 6,2/10 i sobre la base de 44 crítiques, en el lloc Rotten Tomatoes. L'actuació de Val Kilmer en el paper de Doc Holliday li va valdre la nominació als premis MTV Movie 1994 en la categoria al millor actor.